# Ellgau
Ellgau település Németországban, azon belül Bajorországban. Lakosainak száma 1185 fő (2023. december 31.).

## Népesség
A település népessége az elmúlt években az alábbi módon változott:
| Lakosok száma | 379  | 795  | 803  | 843  | 1026 | 1061 | 1084 | 1118 | 1175 | 1185 |
|               | 1875 | 1950 | 1975 | 1987 | 2012 | 2014 | 2016 | 2017 | 2021 | 2023 |